# Palacio Longoria

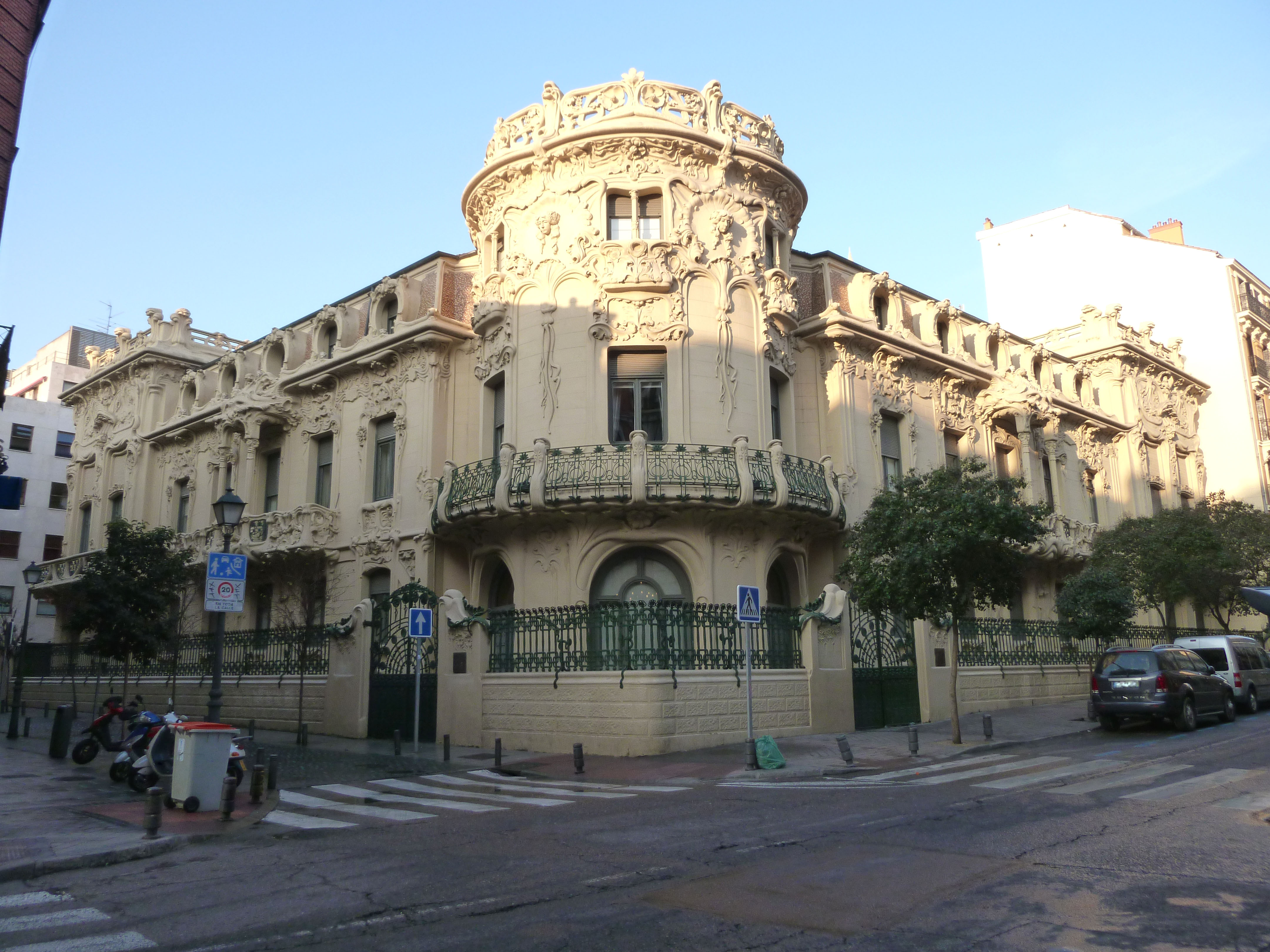
Fassade

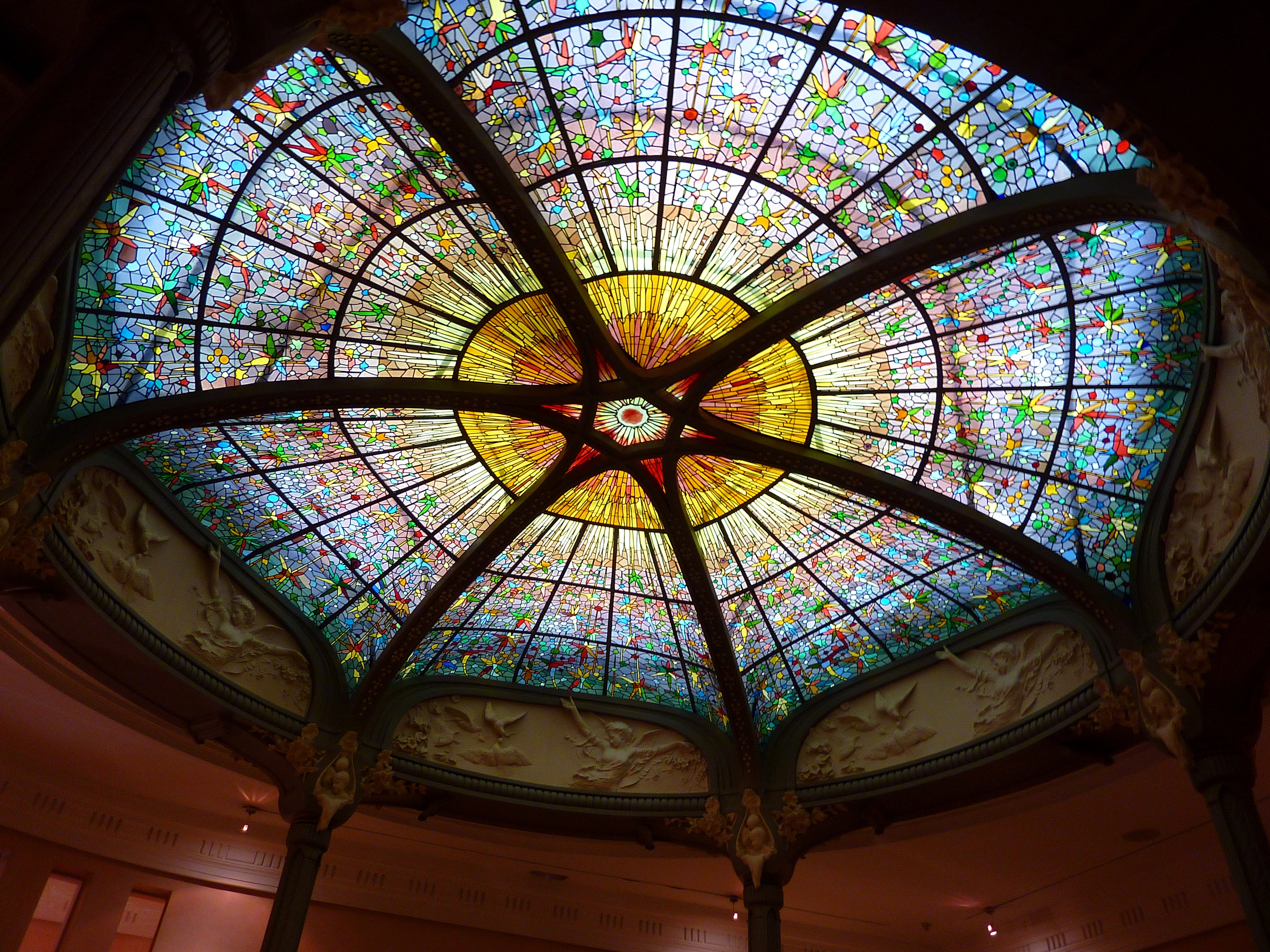
Kuppel

Der Palacio Longoria ist ein Stadtpalais im Jugendstil in Madrid an der Kreuzung der Straßen Calle Fernando VI. (Nr. 6)  und Calle Pelayo (Nr. 61).
Das Gebäude wurde vom katalanischen Architekten José Grases Riera (1850–1919) zwischen 1902 und 1903 errichtet und gilt als bedeutendstes Beispiel des spanischen Jugendstils (Modernismo) in Madrid. Auf annähernd quadratischer Grundstücksfläche werden die den Fluchtlinien der jeweiligen Straßen angepassten leicht zurückgesetzten Gebäudeschenkel durch einen runden, überkuppelten Eckrisalit verbunden, der auch das Stiegenhaus beherbergt. Die Fassadengestaltung ist üppig floral gehalten und erinnert an Pariser Vorbilder, namentlich an Hector Guimard. Riera ist zuvor eher mit eklektisch-historistischen Gestaltungen hervorgetreten, etwa dem Denkmal für König Alfons XII. im Retiro-Park.
Das Gebäude diente als Wohnort und Firmensitz des Finanzmannes und Politikers Javier González Longoria. Nach seinem Tod (1912) verkaufte die Familie das Palais an eine Dentalfirma. In der Folge kam es zu mehrmaligen Besitzerwechseln. Seit 1950  steht es im Eigentum der spanischen Autorenvereinigung (Sociedad General de Autores) und ist nicht öffentlich zugänglich.